# یواس‌اس کلاز (دی‌یی-۲۶۵)
یواس‌اس کلاز (دی‌یی-۲۶۵) (به انگلیسی: USS Cloues (DE-265)) یک کشتی بود که طول آن ۲۸۹ فوت ۵ اینچ (۸۸٫۲۱ متر) بود. این کشتی در سال ۱۹۴۳ ساخته شد.